# 古墓丽影 (2013年游戏)
《古墓奇兵》是一款由晶體動力开发、史克威爾艾尼克斯發行的动作冒险遊戲，為古墓丽影系列的第九部本篇作品。本作被視為該系列的一次重啟，遊戲中特別著墨於影響流行文化甚鉅的主角蘿拉·卡芙特的個性和自我。《古墓丽影》最初於2013年3月5日在PlayStation 3、Xbox 360和Microsoft Windows等平台上發行，接著於2014年1月23日發行OS X版本，而Linux版本則於2016年4月27日上市。
2008年，《古墓奇兵：地城奪寶》發行後不久，晶體動力便開始開發系列的下一部作品。但開發團隊決定放棄延續原系列的故事，而改為創作全新的劇情架構。這是繼《古墓奇兵：不死傳奇》之後，第二次從頭開始鋪陳主角蘿拉·卡芙特的背景故事。《古墓奇兵》的故事背景設定在邪馬台，還未身經歷練的蘿拉必須在邪教軍事組織的追殺下拯救朋友並逃離小島。相较于系列中其它较着重于探索的作品，这款游戏更强调生存，不過玩家仍可在島上各處或非主線的古墓中探索。本作是系列中第一款具有多人遊戲模式的作品，同时也是由史克威爾艾尼克斯于2009年并购原发行公司Eidos Interactive后发行的首款主系列作品。卡蜜拉·魯丁頓於2010年被選為本作中蘿拉·卡芙特的配音，取代了原本的琦莉·霍斯。
由於發行日期從原本預計的2012年底延至2013年3月，《古墓奇兵》在這段時間內受到了不少關注和期待。遊戲發行之後便廣受好評，許多評論認為這部作品在遊戲設計、圖象表現以及卡蜜拉·魯丁頓為蘿拉·卡芙特的配音等方面非常傑出，而不少遊戲評論家也認為它確實是古墓奇兵系列所引頸企盼的一次重生。然而，仍有批評指出其多人模式缺乏特色、以及遊戲中角色的行為與旁白的描述脫節。《古墓奇兵》截至2017年已在全球創造了1100萬份的銷量，保持著全系列作中銷售成績最佳的紀錄。本作支援PlayStation 4及Xbox One的更新版《古墓奇兵：決定版》於2014年1月28日發行，其中包含所有原版內容以及新增的DLC；其續集《古墓奇兵：崛起》則於2015年11月發行。

## 遊戲設計

遊戲中主角蘿拉在繩索上滑行

《古墓丽影》主要以任務方式遊玩，玩家必須達到任務的目標以完成整個主線故事。遊戲以動作冒險為主軸，並融合了探險、生存、驚悚和平台遊戲等元素。它使用的是第三人稱視角，而玩家必須操縱故事中的主角，蘿拉·卡芙特。遊戲的主線故事時間長度大約介於12至15小時間，而除此之外，玩家也能做各種非主線任務、探索島嶼、再次探訪去過的地方，以及搜掠挑戰古墓等。在遊戲世界中，玩家除了在步道上行走外，亦可透過攀岩、溜索等方式四處移動。許多角色動作皆繼承自晶體動力的幾部前作，當中有些內容不同，包括新增的隐蔽遊戲元素。遊戲過程也有大量的快速反应事件，通常在劇情迅速發展或關鍵時刻出現，例如逃離即將崩塌的洞穴。
遊戲的戰鬥元素有部分源自顽皮狗開發的神秘海域系列；玩家可自由瞄準主角的武器、近距離作戰、或用隱蔽策略躲避敵人。隨著劇情的發展，可供主角使用的武器包括了弓與箭、散彈槍、步槍、手槍以及一個攀爬斧（短冰鎬）。本作也是蘿拉在系列中第一次可以使用弓箭攻擊敵人。遊戲中幾處特殊的存檔點稱為「基地營」，其中分為日間營地和生還者營地：玩家可在前者升級技能及裝備，並可藉後者快速移動至其他生還者營地。遊戲中可以收集的物品包括殘料、箭矢、子彈、榴彈、文獻以及遺物等；除了散佈在地圖中可直接拾取外，玩家也能藉打獵、搜刮敵人屍體、挑戰探索古墓等方式取得。多數文獻和遺物則隱藏在不易發現的位置，取得與否並不影響主線故事。玩家可以藉主角的「求生本能」功能偵查附近敵人或可蒐集的物品。遊戲也融入了角色扮演遊戲的元素：無論是收集物品或是獵殺敵人，都可獲得經驗值；儲夠經驗值就能獲得技能點數，可以用於升級技能。殘料用於升級武器。
可供挑戰的非主線古墓位于部分地圖的隱藏區域，它們多半在洞穴或密室中。每座古墓中都有一個寶箱，而玩家必須利用周遭環境的各種機關或資源抵達寶箱的所在位置，打開寶箱以完成搜掠。另外，遊戲中也有許多非主線的任務（成就）供玩家挑戰，包括破壞水雷、燃燒旗幟以及收集香菇等。

### 多人模式
除了主線故事的單人遊戲外，《古墓丽影》亦提供線上多人模式，玩家可以組隊並互相競賽，而許多單人遊戲中的功能和元素也被加入了多人模式中。多人遊戲共有「救援」、「團隊殊死戰」、「呼救」以及「各自為政」四種模式，每場遊戲各有兩組隊伍——生還者以及拾荒者，並有五個地圖供玩家選擇。「團隊殊死戰」為簡單的PvP模式，雙方隊伍彼此攻防，由三場競賽中成功殲滅敵方或殺戮得分最高的隊伍勝出。「救援」模式中，生還者的目標是將醫療補給品放置於指定地點，而拾荒者則需殲滅生還者以獲得分數，並有十分鐘的時間限制。「呼救」模式中，生還者必須撿拾地圖中散布的電池並啟動無線電塔、發射求救訊號，而拾荒者則需竊取電池、阻止訊號發出。玩家在多人遊戲中還可設計陷阱，或是使用特定地圖中提供的特殊功能。

## 劇情

### 角色
玩家所操控的是故事中的主角蘿拉·卡芙特，剛從考古學系畢業的她是位懷有雄心壯志的年輕少女。她對於消失的邪馬台國有所研究，而她的理論說服了邪馬台的後代——西村家族（Nishimura family）——出資籌組一個考古探險隊前往尋找這座失落的島嶼。這個探險隊由著名的考古學家詹姆士·惠特曼博士（Dr. James Whitman）帶領，隊員有船長康雷德·羅斯（Conrad Roth）、珊曼莎·西村（Samantha Nishimura）、工程技師喬斯林·雷耶斯（Joslyn Reyes）、廚師約拿·馬耶瓦（Jonah Maiava）、舵手安格斯·葛林默迪（Angus Grimaldi）以及電子工程師艾力克斯·韋斯（Alex Weiss）。
惠特曼博士雖小有名聲，卻面臨人生低潮，正努力挽救婚姻和破產的危機；羅斯原本在英國皇家海軍陸戰隊服役，後來成為一名探險家，他和卡芙特家族有不錯的交情，同時也是蘿拉的心靈導師；珊曼莎是蘿拉最好的朋友，也是探險隊中西村家的代表人，負責為這次的探險錄影；雷耶斯是位個性倔強又多疑的單身母親；約拿是個外表看似粗壯、內心卻十分溫和的漁夫，且相信世界上有靈異的存在；葛林來自蘇格蘭的格拉斯哥，是條經驗老到、見識廣闊且豪放不羈的硬漢；艾力克斯則是位戴眼鏡的少年，對蘿拉有感情的他總是想要在團隊中有所成就、引起注意。

### 背景
遊戲的故事發生於日本以東、福爾摩沙龍三角中的一座小島——邪馬台。那座島嶼以及曾經存在於島上的王國充滿著神秘的傳說，許多飛機和船隻都曾在附近遭遇狂風暴雨而失事，殘骸布滿著它的海岸，因而聞名。邪馬台國曾經由一位名為卑彌呼的女王所統治，傳說中她能夠以巫術操控天氣，法力強大的她因而被冠上了「太陽女王」的尊稱。卑彌呼女王死後不久，統治力量為之動搖，國勢漸衰，而自後邪馬台的歷史也就鮮為人知。玩家在島嶼上探索時，能夠發現不少文獻記載著歷史上不同的時代各有葡萄牙商人、美國海軍陸戰隊 、古代中國使節以及一項日本的軍事計畫等都曾經來到這座島上。
主角蘿拉和她的夥伴們來到島上時，整座島嶼由一個稱為「索拉瑞兄弟會」（Solarii Brotherhood）的邪教暴力組織所獨佔，成員包括了罪犯、傭兵和來自各地的船難生還者。兄弟會在島上建立了自己的社會，有嚴明的組織和紀律，並崇拜太陽女王卑彌呼。玩家則隨著遊戲的故事抽絲剝繭，漸漸發現組織背後真正的目的和意圖。

### 故事
本作採用前傳方式，回到主角蘿拉·卡芙特冒險的原點，也就是她在21歲的第一場冒險。在蘿拉的推論和建議下，羅斯決定不顧惠特曼博士的反對而將船駛入日本南方的龍三角，尋找邪馬台的遺址。故事則始於探險隊的船隻「堅忍號」（Endurance）在龍三角海域遇上強烈的暴風雨而失事，船身斷成兩截，而蘿拉在船難中與探險隊的其他隊員失散，飄到了一個未知小島的沙灘上。
蘿拉被海水沖到沙灘上時隨後被一個陌生、外表野蠻的男人打昏，遭到捆綁後拖到了一個洞穴中倒吊在一個祭獻台上，她成功逃離了洞穴，而綁架她的男人則在崩塌的洞穴中被亂石壓死。在蘿拉试图和其他隊員會合的時候，她不斷發現一些足以證明這座島嶼有人居住的怪異雕刻、屍體和動物的獻祭儀式。最後，她找到了珊曼莎和一位自稱同為船難生還者的男人馬蒂亞斯（Mathias）。在珊曼莎告訴馬蒂亞斯有關卑彌呼的傳說時，蘿拉昏睡了過去，而當她醒來的時候，兩人都不見了蹤影。
當蘿拉終於和其他隊員會合時，她和惠特曼博士兩人決定去尋找仍未出現的羅斯，而剩餘的人（雷耶斯、約拿、艾力克斯和葛林）則前往搜索消失的珊曼莎和馬蒂亞斯兩人。蘿拉和惠特曼兩人在途中發現島上的居民仍在膜拜太陽女王卑彌呼，進而了解到這座島嶼就是他們所要尋找的邪馬台國。在找到一座刻有卑彌呼之名的神社之後，他們兩人被幾個島民捉住，並連同堅忍號其他的一些生還者被帶到了山間的一處營地。有些生還者試圖逃脫，綁架者便開始將他們一一捕捉射殺。在混亂中，蘿拉和惠特曼分散了；之後蘿拉試圖藏身，卻被島民的其中一位領導者弗拉迪米爾（Vladimir）發現。弗拉迪米爾打算攻擊蘿拉，但在蘿拉的反擊下被射殺，她於是成功逃離了營地。最後，蘿拉在山中的村落找到了受傷的羅斯，並決定利用羅斯的裝備前往山頂的無線電塔試圖和外界聯絡並尋求救援。
在發出求救訊號之後，正在尋找堅忍號的救援飛機飛抵島嶼的上空，卻在蘿拉的目擊下被晴朗的天空中突如其來的怪異閃電擊中，而失事墜毀。閃電出現的時候，蘿拉聽到了一個神祕的聲音，說著「沒有人能離開」。蘿拉因為良心不安而去尋找失事飛機上的兩名飛行員，卻未能阻止島民將他們殺害。後來，艾力克斯和雷耶斯通知蘿拉，他們發現珊曼莎也被島民綁架，而這些島民則是屬於一個稱為「索拉瑞兄弟會」的邪教組織。蘿拉那時和珊曼莎的所在位置距離最近，因而試圖前往拯救她，卻受到了組織領導者馬蒂亞斯的阻撓。正當蘿拉被馬蒂亞斯的手下包圍而昏過去時，卻因為一群身著日本武士盔甲的怪異生物的突然介入而得救，蘿拉醒來後發現已被他們帶到山中的一處古寺廟中。那些生物被島民稱為「鬼」（おに），也就是日本神話中一種兇猛的妖怪。蘿拉又一次脫逃，並在途中的一個儀式密室中發現，太陽女王是透過一種稱為「上升」的火祭儀式來選擇繼承人。珊曼莎透過無線電告訴蘿拉，索拉瑞的人們打算將她作為火祭儀式的候選人，而若火祭儀式未能通過，珊曼莎將會被活活燒死。蘿拉在羅斯的幫助下前往珊曼莎被俘的古老日本皇宮，也就是索拉瑞的堡壘。途中蘿拉被威脅投降，否則將殺死被捕的葛林默迪；葛林默迪試圖靠自己反擊，但卻未能成功，並墜落高塔而死。蘿拉最後終於抵達皇宮，看到馬蒂亞斯將珊曼莎綁在火祭儀式中，蘿拉試圖动手阻止，卻因馬蒂亞斯手下的阻撓而失敗。儀式繼續，但火被強風吹熄，而珊曼莎安然無恙，這也同時意味著珊曼莎確實是太陽女王選中的繼承人。
蘿拉再一次逃離，並解救了因為試圖尋找珊曼莎而被俘的其他隊員們。惠特曼博士則因和索拉瑞的人們達成了某種程度的協議而能夠自由地在他們之中活動；蘿拉在他的幫助下回到了皇宮並嘗試拯救珊曼莎，同時羅斯也叫了一台救援直升機且打算從陷入火海的皇宮中將他們接出來。蘿拉在目擊先前墜毀的救援飛機之後，決定讓珊曼莎不搭上直升機而透過陸路逃生，自己則從皇宮的屋頂跳上了羅斯的直升機，並說服飛行員降落。不過，暴風又再次出現，使直升機迫降而墜毀。蘿拉在墜機後幾乎喪命，幸而被羅斯及時救醒，但馬蒂亞斯和一些索拉瑞抵達現場，羅斯在混戰中為了保護蘿拉而被一把斧頭擊中死去。在為羅斯哀悼的同時，蘿拉開始相信這些突如其來的異常天氣並不是正常的現象，而是透過和太陽女王有關的某種超自然力量形成的，太陽女王為了阻止任何人離開這座島嶼而控制了這些狂風暴雨。蘿拉接著和其他隊員會合，在從索拉瑞的包圍中逃離後，它們在沙灘上找到了一艘還能夠用以駛離島嶼的裝甲船，但雷耶斯必須先找到維修的工具才能讓那艘船發動。惠特曼博士後來找到了他們，自稱也逃離了索拉瑞的陣營，但蘿拉卻開始懷疑惠特曼暗中和邪教徒有合作，而背叛了自己的隊員。蘿拉和艾力克斯兩人後來前往堅忍號的殘骸尋找雷耶斯修船所需要的工具，卻在船上被索拉瑞所困。艾力克斯最後決定犧牲自己，而讓蘿拉能夠安全地帶著工具逃走。
蘿拉從日本過去遺留下來的軍事計畫得知，日本政府曾打算利用太陽女王控制天氣的神祕力量作為戰爭的武器，於是她決定前往海灘附近的一處古墓搜索。蘿拉在研究基地深處的古墓中找到了一位高級日本武士的遺骸，而可以看出他最後是以切腹自殺結束了自己的生命。她從武士所留下的訊息中得知，那名武士原本是女王的風暴衛士的首領將軍，也就是現在正守護著古老寺院的「鬼」；在當年，女王的繼承人並沒有繼承她的王位，而是選擇自殺，導致太陽女王的靈魂被困在死後的軀體內，其憤怒便化為島上的狂風暴雨、永不得息。蘿拉於是明白太陽女王的繼承並不單純是王位的繼承，而是靈魂上的傳承；太陽女王的靈魂將藉由繼承儀式永遠傳承下來，而新一任女王宿主的靈魂則將因而被摧毀。卑彌呼女王的靈魂想要逃脫她現在的軀殼，而馬蒂亞斯便打算將珊曼莎獻給女王作為新的宿主。蘿拉於是回到海灘邊，卻發現惠特曼果真背叛了他們，偷偷帶著珊曼莎投往馬蒂亞斯去了。
蘿拉、約拿和雷耶斯三人決定將修好的船駛進內陸，前往山中的寺院解救珊曼莎。而當蘿拉抵達寺院門口的時候，正好看見惠特曼被幾個風暴衛士所殺。她在突破了風暴衛士的防線之後，終於抵達了寺院的頂端，並看到馬蒂亞斯正要開始繼承的儀式。蘿拉又解決了一些索拉瑞和守衛，最後雙手拿著手槍將馬蒂亞斯射下山崖墜死，並摧毀了卑彌呼的軀體、終止了繼承儀式。在成功解救了珊曼莎之後，島上的風雨也因而止息，蘿拉、珊曼莎、雷耶斯和約拿四個人終於駛離了邪馬台，並在附近的海域被一艘貨船所救。回程的途中，蘿拉發現世界上還有許多的謎團值得釐清和探索，於是決定她將不再回家，而是继续她的下一個冒險。

## 開發
在《古墓奇兵：地城奪寶》發行後，晶體動力分成了兩組開發團隊；其中一組將繼續製作古墓奇兵系列的續作，另一組則專注於新開發的《蘿拉·卡芙特》衍生作品系列（其第一部作品即2010年的《蘿拉與光之守護者》）。開發團隊剛對外發布新作品的消息後，媒體即開始大量炒作，但新遊戲的名稱卻始終未流出。直到2010年11月，開發公司Square Enix才首次提出新版《古墓奇兵》商標的申請，也就是其宣傳標語「A Survivor is Born」（一位生還者誕生了）。同年12月6日，Square Enix公開表示製作《古墓奇兵》用了近兩年，並稱「今天，Square Enix很高興地宣布一款來自紅木城晶體動力的新遊戲——《古墓奇兵》（TOMB RAIDER）」遊戲工作室的領導人達雷爾·加拉格爾（Darrell Gallagher）說道，「將你對《古墓奇兵》舊有的認知都拋諸腦後，這將會是創造蘿拉·卡芙特的原始故事。它將透過一場與眾不同的旅程，重新塑造她的個性和人格。」電子遊戲月刊《Game Informer》在2011年1月的當期雜誌及網站獨家刊出了《古墓奇兵》的新版封面、以及從2010年12月12日起來自開發團隊有關遊戲更多細節以及發展的相關報導。另外，《古墓奇兵》是系列中第一款在美國被分為M級（即適合17歲以上玩家）的作品。
2012年1月，當被問及這款遊戲是否會發行任天堂Wii U的版本時，晶體動力的全球品牌行銷主管卡爾·史都華（Karl Stewart）回應道，目前未有在該平台發布的計畫。史都華指出，本作「並不適合」在Wii U上運行，因為開發者最初即是針對特定的平台設計這款遊戲，而當時Wii U尚未發布。他並進一步提到，若開發團隊開始研發Wii U版本的話，「（他們）必須要做出異於原始版本的巨大更動，同時還得包含一些為新平台而設計的特殊功能」。2012年5月，加拉格爾表示這款遊戲的發布日期將會延至2013年的第一季度，並說道：「我們所設計的是一款完全不同於以往古墓奇兵系列的全新遊戲，而更多的開發時間能讓我們為它做最後的潤飾……我相信這是個正確的選擇，而我也保證這個等待將是值得的。」此外，遊戲的多人模式則由曾聞名於製作《駭客入侵：人類革命》的加拿大遊戲工作室Eidos Montreal開發。
本作的更新版《古墓奇兵：決定版》增加了包括OS X等平台的支援；其中PlayStation 4版本中的帧率為浮動的每秒32至60帧之間（平均每秒53.36帧）、Xbox One版本則為固定的每秒30帧（平均每秒29.98帧），而兩個版本的解析度皆為1080p。2016年3月22日，曾負責開發遊戲OS X版本的Feral Interactive公司宣布將發行《古墓奇兵》的Linux版本，並將支援Ubuntu以及SteamOS等作業系統。本作的開發預算將近1億美元。

### 電腦模型

蘿拉·卡芙特在《古墓奇兵》中的角色概念模型。從圖中可見，她的配備包括了弓、手槍和短冰鎬

和前作《古墓奇兵：地城奪寶》相同，蘿拉·卡芙特動畫模型的製作也使用了動作捕捉技術，而蘿拉的臉部所參考的人物則是模特兒梅根·法古爾（Megan Farquhar）。遊戲使用的是晶體動力的遊戲引擎，稱為「Foundation」。2011年6月3日，開發團隊於2011年E3遊戲展公開展示了由Square Enix附屬的CGI工作室「Visual Works」所製作的遊戲預告片——「轉折點」（Turning Point），並指出遊戲將於2012年的第三季度發行。

### 配音
琦莉·霍斯曾是先前《不死傳奇》、《重返禁地》、《地城奪寶》以及《蘿拉與光之守護者》等作品裡主角蘿拉·卡芙特的配音員，但並未在新版的《古墓奇兵》中繼續擔任（不過，霍斯後來曾於2014年回歸替《劳拉与奥西里斯神庙》配音）。2010年12月，曾有報導指出晶體動力正為物色新的蘿拉角色而徵求了許多女配音員。直到2012年6月26日，新版蘿拉·卡芙特的配音員才被確認為英國女演員卡蜜拉·魯丁頓。其他語言版本的配音員包含了阿拉伯語的娜婷·恩杰姆、德語的诺拉·茨切纳、法語的艾莉絲·大衛、波蘭語的卡羅萊納·哥茨卡、日語的甲斐田裕子、義大利語的贝内黛塔·龐蒂塞利、西班牙語的圭歐瑪·阿布奎基·杜蘭（Guiomar Alburquerque Durán）以及俄語的寶琳娜·薛巴科瓦（Polina Sherbakova）。

### 展示
2012年5月31日，開發公司透過網絡發布了另一部預告片，其中展示這款遊戲的玩法將以動作冒險為基礎，也透露了不少新故事的劇情元素；預告片展示了遊戲中除主角蘿拉之外還有其他非玩家角色（NPC），這一點和系列的前幾作則有相似之處；又在同年6月4日微軟的2012年E3遊戲展記者會公開了遊戲試玩版的畫面，展示出遊戲的環境、互動和戰鬥方式：主角的武器包括弓與箭，並可藉躲藏和潛行以暗殺或完成其它快速反應事件，同時還播出了蘿拉搭乘降落傘的片段。9月27日，在倫敦的2012年Eurogamer展覽會上進一步展示了蘿拉在狩獵、探索島嶼以及第一次殺死敵人的畫面。12月8日，在史派克電玩大獎又播映了一段新的預告片，其中一開始的遊戲介紹由卡蜜拉·魯丁頓敘述，而背景音樂則是由傑森·格雷夫斯指揮的交響樂團所演出。隔了一週後，IGN開始發行《古墓奇兵週報》（Tomb Raider Week），每週一至週五都會發布一些關於遊戲的新功能、預告片或試玩心得，其中也透露出更多遊戲系統、生存武器和挑戰古墓的細節。《古墓麗影》於2013年2月8日起發放給生產商，並隨後於3月5日正式發行。

## 音樂
《古墓奇兵》的配樂由傑森·格雷夫斯負責作曲；他先前的作品包括《絕命異次元》及其續作、《戰慄突擊3》以及《星際爭霸戰：遺產》等。本作的原聲帶和遊戲同步於2013年3月5日發行，且廣受好評；包含富比士及《电影音乐月刊》在內的許多網站及雜誌都曾給予專輯正面的評價。
《Game Informer》於2010年12月21日發布了一首由艾力克斯·迪米特里傑維奇（Alex Dimitrijevic）作曲、「遊戲曲目搶先聽」的播客；後來，晶體動力的全球品牌行銷主管卡爾·史都華在其推特上澄清了《Game Informer》的報導，指出「預告片中的背景音樂是由艾力克斯·迪米特里杰维奇所作曲，但我們還沒有正式宣布遊戲的作曲家。」2011年6月8日，在「轉折點」預告片發行後，史都華表示該片中的音樂「並非由迪米特里傑維奇譜寫」。2011年6月7日，晶體動力的社群行銷主管梅根·玛丽（Meagan Marie）在《古墓奇兵》的官方部落格中表示，「我們的目標就是確保能夠發行一張遊戲原聲帶。」史都華並補充道，「他是位全新的作曲家，不僅為（預告片的）這段音樂作曲，我們更選他作為整個遊戲的作曲家，」且「我們將會在下半年發布有關遊戲作曲家的更多消息」。
音效設計師艾利克斯·威莫（Alex Wilmer）在短片《轉折點製作幕後》（Making of Turning Point）中說道，那位未公開的作曲家透過遠端指揮一位小提琴家，演奏預告片中的音樂片段。2011年10月17日在《古墓奇兵》官方部落格發行的《晶癖》（Crystal Habit）播客第四集中，玛丽曾與威莫及遊戲的首席音效設計師傑克·格里洛（Jack Grillo）談到與該作曲家的合作；格里洛說道：「我們製作了這首序曲……它大致譜出了故事架構的輪廓，讓我們的作曲家能以此為基底替遊戲創作各種不同主題和質感的配樂。」威莫則強調他的配樂「……感情相當深刻，能夠瞬間反映遊戲中發生的事件」，並將隨遊戲進展過程動態地融入。
後來上載於YouTube的製作紀錄片《古墓奇兵的幕後時刻》的一集中，傑森·格雷夫斯為本遊戲作曲的消息得到公佈。格雷夫斯在紀錄片中說道，他的音樂風格深受普羅高菲夫、柴可夫斯基、以及一位更近代的潘德列茨基等作曲家影響。在這款「重啟」的遊戲中，主角蘿拉在表情的詮釋上有相當大的轉變，格雷夫斯不僅要以深刻的音樂襯脫出遊戲中驚險的動作場景，還得重新塑造直到當時都不曾有過大幅更動的《古墓奇兵》主題音樂。他的作曲在蘿拉表情關鍵的時刻以類似電影配樂的方式呈現，並將管弦樂營造出的「恐怖」音效與主角內心的情感相揉合。開發團隊在與美國北卡羅來納州羅里的麦康纳工作室（McConnell Studios）合作下設計出一款由玻璃和各種不同金屬所製成的樂器，特別用於本作的配樂，尤其是當蘿拉在奔跑或逃亡時背景的恐怖音效。雖然遊戲的背景位於曾是古老日本王國的邪馬台，格雷夫斯卻選擇不使用日本樂器，而決定以島上來自全球各地的拾荒者為發想設計遊戲的配樂。此外，格雷夫斯在製作主題交響配樂時，曾以過去作品《絕命異次元》為靈感譜寫出和遊戲中陰森氣氛相稱的音樂；他希望譜寫出一段具有指標性的主題旋律，使玩家能夠印象深刻。
| 《古墓奇兵》原聲帶 | 《古墓奇兵》原聲帶      | 《古墓奇兵》原聲帶 |
| 曲序               | 曲目                    | 时长               |
| ------------------ | ----------------------- | ------------------ |
| 1.                 | Adventure Found Me      | 1:02               |
| 2.                 | The Scavenger's Den     | 3:47               |
| 3.                 | Exploring the Island    | 2:04               |
| 4.                 | First Blood             | 4:26               |
| 5.                 | Reaching Roth           | 3:17               |
| 6.                 | Infiltrating the Bunker | 2:38               |
| 7.                 | A call for Help         | 6:31               |
| 8.                 | Entering Himiko's Tomb  | 3:07               |
| 9.                 | The Descent             | 4:13               |
| 10.                | The One                 | 5:40               |
| 11.                | The Scavenger's Camp    | 2:33               |
| 12.                | Paying Respects         | 4:45               |
| 13.                | One the Beach           | 6:49               |
| 14.                | Secret of the Island    | 2:16               |
| 15.                | The Oni                 | 4:32               |
| 16.                | Whitman's Test          | 5:10               |
| 17.                | Scaling the Ziggurat    | 3:50               |
| 18.                | The Ritual              | 4:05               |
| 19.                | A Survivor is Born      | 3:12               |
| 20.                | The Tomb Raider         | 0:52               |
| 总时长：           | 总时长：                | 75:55              |

## 發行
《古墓奇兵》如期於2013年3月5日在PlayStation 3、Xbox 360以及Microsoft Windows上發行。不過，澳洲較其它地區提早了四天，於2013年3月1日發行；而日本的發行日期則是較晚的2013年4月25日。十個月後，Feral Interactive於2014年1月23日發行了遊戲的Mac OS X版本。之後，遊戲的更新版《古墓奇兵：決定版》（Tomb Raider: Definitive Edition）分別於同年的1月28日及1月31日在北美及歐洲地區發行；該版本的圖形獲得改善，支援的平台為PlayStation 4和Xbox One，且包含原版內的所有功能以及後續新增的追加下載內容。本作是古墓奇兵系列中第一款被ESRB分為M級（而不是T級）的作品，因遊戲包含了強烈的血腥、暴力和粗口等內容。

### 預購
隨著地區與販售商的不同，這款遊戲的預購包也提供了各種不同的額外內容。在北美地區，GameStop的預購版包含了內建的挑戰古墓；百思買的預購則附贈了由編劇莱恩娜·普莱契寫作的48頁精裝圖片小說《古墓奇兵：起點》（Tomb Raider: The Beginnings），內容敘述堅忍號船員遭逢厄運前的航行旅程。此外，那些預購包同時都含有蘿拉的「飛行員」裝束以及多人模式的「貧民窟」地圖。沃爾瑪的預購則包含免費下載版的《蘿拉與光之守護者》、「游擊戰」裝束、多人連線的「貧民窟」地圖以及一個特殊的「尋寶遊戲」。此外，向Microsoft商店預購的玩家則能獲得Xbox Live免費的1600點微軟積分。
從Amazon.com的預購則能獲得《古墓奇兵》的幕後時刻特別版，其中包含一本32頁的遊戲畫冊、蘿拉的「獵人」裝束以及由傑夫·吉斯利寫作的Kindle Fire數位版《古墓奇兵的幕後時刻》（The Final Hours of Tomb Raider）電子書，同時也有前述的「貧民窟」地圖以及尋寶遊戲。來自Steam的預購同樣也有免費的《蘿拉與光之守護者》以及「貧民窟」地圖，和挑戰古墓「失落的探險家之墓」；該預購包還附贈了三項《絕地要塞2》的獨家遊戲物品。
在英國，ShopTo.net的預購包含有數位版的圖片小說《古墓奇兵：起點》，而從Amazon.co.uk訂購的預購包則有前述的「貧民窟」地圖。

### 零售
這款遊戲在歐洲地區發行了獨家的「生存版」，其中包含一本迷你的畫冊、遊戲中島嶼的雙面地圖、原聲帶CD、一組武器包的序號以及一個實體的攜帶型小生存包。歐洲的「典藏版」包含「生存版」中的所有內容，以及一個裝著8英吋蘿拉·卡芙特公仔的鐵盒。北美地區的「典藏版」和歐洲版大致相同，但其中不含迷你畫冊以及小生存包，而是三款含有圖樣設計的燙膠徽章以及一幅蘿拉·卡芙特的版畫。
Steam的「生存版」則包含了一本32頁的數位化畫冊、10首可下載的《古墓奇兵》原聲帶音樂、數位版的雙面島嶼地圖和漫畫、蘿拉的「游擊戰」裝束以及適用於遊戲《刺客任務：赦免》的三款武器。
在英國，Game發行了獨家的「探險家版」，其中包含一座以探險為主題的挑戰古墓，以及一項技能的升級。特易購則發行了獨家的「戰鬥攻擊包」，內含三款武器的升級和一項技能的升級。
另外，微軟也於2013年3月5日為Xbox 360發行了一款《古墓奇兵》限定版的無線遊戲搖控器。而Xbox 360版本同時還包含一組多人模式中一位特殊角色的下載序號。

### 追加下載內容
在2012年E3遊戲展微軟的記者會中，晶體動力的達雷爾·加拉格爾宣布Xbox 360的玩家將可提早獲得追加下載內容（DLC）。接著在2013年3月6日，又宣布Xbox Live的用戶將能提前擁有「洞穴與懸崖」地圖包，其中包括三款新的多人模式地圖：「拾荒者洞穴」、「懸崖貧民窟」以及「焚燒的村落」。2013年4月2日則在Xbox 360、PlayStation 3以及PC等平台上發行了「1939」地圖包，其中包含「空戰」和「森林草原」兩款多人模式地圖。2013年4月25日，Square Enix透過Steam發行了一套日文語言包。後來又於同年5月17日在Xbox Live、PlayStation Network和Steam上發行了一款稱為「船難」的多人連線遊戲DLC封包，其中包括兩款新的多人模式地圖：「失落的艦隊」和「卑彌呼的搖籃」。此外，Xbox Live於2013年5月7日又發行了三款單人遊戲模式中的裝束。

## 評價
《古墓奇兵》獲得了非常高的評價。許多評論認為，本作是古墓奇兵系列所企盼已久且十分徹底、穩固的一次重生。《GamesMaster》雜誌在一篇「全球獨家」的評論中給予它90%的分數以及「GamesMaster黃金獎」（頒發對象為獲得90%以上分數的遊戲）；其編輯對本作的視覺效果、故事的長度和遊戲的深度讚賞有加，特別是遊戲最後三分之一處的高潮非常「出色」。該評論的摘要寫道：「（遊戲結束後）我們筋疲力竭地坐著，驚艷得目瞪口呆，但只有一個問題。他們究竟該如何開發超越本作的續作？因為有件事絕對是毫無疑問的——蘿拉回來了。」IGN的凯扎·麥當勞（Keza MacDonald）也給它極為正面的評價，他們認為這款遊戲非常「刺激」且「呈現得很美麗」、具有「精彩的故事敘述」和「比你所期望還要更多的深度」。他們給予本作9.1/10的分數，是系列自1996年首作《古墓奇兵》发行以来所獲的最高分數；評論形容這部作品非常「驚人」，并认为它為整個系列和主角蘿拉「主持了一場公道」。GamesRadar的瑞安·塔尔约尼克（Ryan Taljonick）稱讚遊戲中地圖的環境和布景設計，並說道「沒有任何一個區域使人感覺像是從另一處場景複製過來的」；塔尔约尼克也認為遊戲步調完美，且「在同類型的作品中是無與倫比的，勝過所有其它的遊戲」。此外，他認為蘿拉這個角色的設計以及詮釋是整個遊戲體驗中「不可或缺的一部分」，並結論道《古墓奇兵》「是部極佳的作品，它完美地鋪陳出遊戲史上第一位尋寶獵人——蘿拉——的背景故事。」澳洲電視節目「Good Game」的兩位主持人都給予遊戲10/10的滿分，使它成為該節目開播七年以來第八部獲此殊榮的作品。由評論家杰夫·格斯特曼（Jeff Gerstman）所建立的遊戲網站Giant Bomb給予遊戲5顆星中的4顆，並說道：「《古墓奇兵》中主角的語氣和她的動作略不相合，但重生後的蘿拉·卡芙特似乎已準備好展開成功的新冒險生涯。」
對遊戲最大的批評之一在於故事中主角情感的強調和遊戲裡玩家動作間差異甚鉅。GameTrailers的賈斯汀·史皮爾（Justin Speer）指出，故事不斷試著將蘿拉·卡芙特描寫為脆弱、易受傷害且對殺人感到不適，同時玩家卻必須以極具攻擊性的動作和敵人交戰，甚至以殘忍的殺害手法獲取更多經驗值。史皮爾認為這個矛盾最終拖累了遊戲的品質，因為它暗中破壞主角個性的結構，使他到後來完全無法為蘿拉找到合適的角色定位。IGN的凯扎·麥當勞也提出了這項問題，但未如史皮爾強烈批評；她認為蘿拉和玩家兩者都要在很短時間內適應——必須殺人才得以生存。不過，《Game Informer》的馬特·米勒（Matt Miller）寫道，遊戲在多數戰鬥場合中都有許多方式選擇，玩家也能夠決定完全不與敵人爆發衝突。此外，他讚賞遊戲中敵人的設計，其表現和行為模式都使人感覺他們在島上確實有任務在身，而不單單只是用來被玩家殺死以完成遊戲進度的跑龍套角色。當提及角色設計時，塔尔约尼克則認為相對於蘿拉·卡芙特，遊戲中其他配角的個性便顯得不夠完整，並指出他們「很普通，雖然不怎麼煩人，但就是不足以讓人留下深刻印象」。
在許多評論對其單人模式都有所讚譽的同時，它的多人連線模式卻受到不少批評。前述的評論家麥當勞、史皮爾和米勒都認為它沒有特色且不甚理想，並指出開發者對多人模式的期望與最終的產品大相逕庭，使它難以讓人喜愛。
《古墓奇兵：決定版》同樣獲得了正面評價。《Game Informer》的麥特·赫爾格森（Matt Helgeson）認為圖形升級後的原生1080p解析度對《古墓奇兵》的核心遊戲品質有所提升；他針對兩不同平台的版本提出一些幾可忽略的差異，但特別指出PS4版本的帧率較為平順。遊戲網站The Escapist的吉姆·斯特林則較不看好《決定版》；他稱讚遊戲視覺效果的提升，但認為此外的整體遊戲體驗和原版幾乎無異，且仍舊高昂的價格也使他難以向已玩過原作的玩家推薦。GameZone的麥特·利布尔（Matt Liebl）給予《決定版》9/10的分數，並說道：「《古墓奇兵：決定版》是我初次體驗這款晶體動力的重生之作，所以我絕對可以向新玩家推薦這部遊戲。至於是否值得花這筆錢買下只是升級了視覺效果的同一款遊戲，那就得交由你決定了。」
本作發行前，曾於網路公開的一部遊戲影片中含有「反派角色試圖強姦主角」的片段；此項劇情元素引發了爭議與憤怒，並有多篇社論對頁版對此發表評論。在Kotaku的一次訪談中，遊戲的執行製作人榮恩·羅森伯格（Ron Rosenberg）說道，故事裡蘿拉·卡芙特在殺死反派角色弗拉迪米爾前「被島上的索拉瑞捉為囚犯。他們試圖強姦她，而……她就如同一隻被逼到牆角的動物。那使得蘿拉的角色發展前進了一大步：她被迫選擇反擊，不然就是死亡。而那就是我們現在要呈現給玩家看的。」然而數天後，遊戲的開發者指出性侵犯並非故事的主題之一，且先前「試圖強姦」的說法為執行製作人的失言。此前，女性及性侵犯等話題在電子遊戲新聞界中即容易引發爭議。後來，《古墓奇兵》故事的首席作家指出，相關爭議乃是資訊的錯誤解讀所致。

### 銷售
本作在發行後的48小時內便售出了100萬份。在英國，《古墓奇兵》成功登上排行榜榜首，超越《異形：殖民戰隊》成為2013年銷售量最佳的首發遊戲。《古墓奇兵》創下了系列的新紀錄，其銷售量超越《古墓奇兵：不死傳奇》首次發行時的兩倍。此外，它的Xbox 360和PlayStation 3版本也創下了新的首周销量纪录，超越了原本的《盜墓者：黑暗天使》而成為古墓奇兵系列中獨立產品銷售速度最快的作品。《古墓奇兵》同時也登上了法國、愛爾蘭、義大利、荷蘭、挪威以及美國等地區排行榜的第一名。在美國，《古墓奇兵》成為2013年3月銷售量第二名的遊戲（包括數位下載版），僅次於《生化奇兵 無限》。在日本，它的首週銷售量名列第四，共發售35250份。2013年3月26日，Square Enix宣布遊戲的零售版在全球已獲得340萬份的銷售量，但並未達到預期的目標。不過，3月29日，晶體動力發聲為《古墓奇兵》的銷售量辯護，稱這款重生之作不僅為系列創下前所未有的最佳銷售紀錄，同時也是今年以來「最成功的發行」。2013年8月22日，晶體動力的達雷爾·加拉格爾於Gamasutra宣布本作的全球銷售量已超過400萬份。《古墓奇兵》在英國則成為2013年銷售量第六高的盒裝版遊戲。2014年1月17日，遊戲的執行製作人史考特·艾默斯（Scot Amos）宣布截至2013年底，《古墓奇兵》的銷售已達到預期的收益。
2014年2月3日，適用於PlayStation 4及Xbox One的《古墓奇兵：決定版》再次登上英國銷售榜首。3月6日，加拉格爾預估遊戲的銷售量將在月底超越600萬份。直到2015年4月，加拉格爾宣布遊戲的總銷售成績已達850萬份，使它成為古墓奇兵系列至今銷售量最高的一款作品。於2017年，全球銷量達到1100萬份。

### 所獲獎項
| 年   | 獎項                            | 榮譽                             | 結果 | 參      |
| ---- | ------------------------------- | -------------------------------- | ---- | ------- |
| 2011 | Digital Trends之E3精選          | 最佳動作遊戲                     | 獲獎 | [ 137 ] |
| 2011 | GamesRadar之E3精選              | 最酷的角色重塑                   | 獲獎 | [ 138 ] |
| 2011 | GamesRadar之E3精選              | 最有價值遊戲獎                   | 獲獎 | [ 139 ] |
| 2011 | GameSpot之E3精選                | 最佳舞台展示                     | 提名 | [ 140 ] |
| 2011 | GameSpot之E3精選                | 最佳舞台展示（讀者票選）         | 獲獎 | [ 140 ] |
| 2011 | GameSpy之E3精選                 | 最佳預告片                       | 獲獎 | [ 141 ] |
| 2011 | IGN之E3精選                     | 最佳動作遊戲                     | 獲獎 | [ 142 ] |
| 2011 | IGN之E3精選                     | 最佳預告片                       | 獲獎 | [ 142 ] |
| 2011 | 《PlayStation官方雜誌》之E3精選 | 最有價值遊戲獎                   | 獲獎 | [ 139 ] |
| 2011 | 《ShortList》之E3精選           | 最佳動作遊戲                     | 提名 | [ 143 ] |
| 2012 | GamesRadar之E3精選              | 最有價值遊戲獎                   | 獲獎 | [ 144 ] |
| 2012 | IGN之E3精選                     | 最佳整體遊戲                     | 獲獎 | [ 145 ] |
| 2012 | IGN之E3精選                     | 最佳預告片                       | 獲獎 | [ 145 ] |
| 2012 | IGN之E3精選                     | 人民票選獎                       | 獲獎 | [ 146 ] |
| 2012 | 《PlayStation官方雜誌》之E3精選 | 最有價值遊戲獎                   | 獲獎 | [ 144 ] |
| 2012 | 《Xbox官方雜誌》之E3精選        | 最有價值遊戲獎                   | 獲獎 |         |
| 2013 | 數碼間諜                        | 2013年度最受期待遊戲（讀者票選） | 獲獎 | [ 147 ] |
| 2013 | VGX 2013                        | 年度最佳遊戲                     | 提名 | [ 148 ] |
| 2013 | VGX 2013                        | 最佳動作冒險遊戲                 | 提名 | [ 148 ] |
| 2013 | VGX 2013                        | 最佳Xbox遊戲                     | 提名 | [ 148 ] |
| 2013 | VGX 2013                        | 最佳PlayStation遊戲              | 提名 | [ 148 ] |
| 2013 | VGX 2013                        | 最佳女配音員（卡蜜拉·魯丁頓）    | 提名 | [ 148 ] |
| 2013 | GameSpot之2013年度最佳遊戲獎項  | PS3年度最佳遊戲                  | 提名 | [ 149 ] |
| 2013 | GameSpot之2013年度最佳遊戲獎項  | Xbox 360年度最佳遊戲             | 提名 | [ 150 ] |
| 2013 | GameSpot之2013年度最佳遊戲獎項  | PC年度最佳遊戲                   | 提名 | [ 151 ] |
| 2014 | 第14屆年度遊戲開發者選擇獎      | 年度最佳遊戲                     | 提名 | [ 152 ] |
| 2014 | 第14屆年度遊戲開發者選擇獎      | 最佳設計                         | 提名 | [ 152 ] |
| 2014 | 第14屆年度遊戲開發者選擇獎      | 最佳旁白                         | 提名 | [ 152 ] |
| 2014 | IGN之2013年度精選               | PS3年度最佳遊戲                  | 提名 | [ 153 ] |
| 2014 | IGN之2013年度精選               | Xbox 360年度最佳遊戲             | 提名 | [ 153 ] |
| 2014 | 第10屆英國影藝學院電子遊戲獎    | 最佳動作與冒險遊戲               | 提名 | [ 154 ] |
| 2014 | 第10屆英國影藝學院電子遊戲獎    | 音效成就獎                       | 提名 | [ 154 ] |
| 2014 | 第10屆英國影藝學院電子遊戲獎    | 最佳遊戲設計                     | 提名 | [ 154 ] |

## 續集
2013年聖地牙哥國際漫畫展間，消息指出漫畫作家蓋爾·西蒙尼將透過一系列漫畫延續《古墓奇兵》重啟後的故事；該系列將由黑馬漫畫發行，並直接成為遊戲續集的故事內容。2013年8月初，Square Enix的西方執行長菲爾·羅傑斯（Phil Rogers）證實公司正在開發《古墓奇兵》的續集，其目標平台則是當時尚未確認的次世代遊戲主機。後來，晶體動力的藝術指導布萊恩·霍頓（Brian Horton）於同年11月的一次訪談中提到，遊戲的續集將描述「蘿拉發展的下一章節……她的人生正在改變。她已然無法返回原先的自己。」
2014年微軟E3遊戲展間，遊戲續集的官方名稱《古墓奇兵：崛起》得到公布。同年Gamescom中，微軟在記者會上表示《古墓奇兵：崛起》將於2015年底面世，首發時將獨家支援Xbox主機；不過，遊戲的開發商Square Enix將在後續發行其它平台的版本，其上市時間則未定。2014年12月，微軟宣布他們將成為續集Xbox版本的發行商。最後，《古墓奇兵：崛起》的Xbox One及Xbox 360版本於2015年11月10日發行、Microsoft Windows版本於2016年1月28日發行、PlayStation 4版本則於2016年10月11日發行。

## 電影
2015年11月，《好萊塢報導》的一篇文章指出，挪威籍導演羅阿爾·烏索格將負責執導基於這部遊戲的重生版《古墓奇兵》電影。2016年4月29日，艾莉西亞·薇坎德飾演蘿拉·卡芙特一角的消息得到公布。同年7月7日，發行商華納兄弟及米高梅宣布電影將於2018年3月16日上映。

## 備註
1. ↑  PC、PS3及PS4的版本由Nixxes Software（荷兰语：Nixxes Software）開發[1][2]，Xbox One版本由United Front Games開發[1]，OS X和Linux版本則由Feral Interactive開發[3]